# Tuleariosquilla
Tuleariosquilla is een geslacht van kreeftachtigen uit de klasse van de Malacostraca (hogere kreeftachtigen).

## Soort
- Tuleariosquilla parvula Manning, 1978